# Kylee Shook
Kylee Shook (Fort Carson, 18 marzo 1998) è una cestista statunitense, professionista nella WNBA.

## Carriera
È stata selezionata dalle New York Liberty al secondo giro del Draft WNBA 2020 (13ª scelta assoluta).